# 絳巴阿汪
絳巴阿汪（1920年—？），又名姜邦阿旺。西藏拉薩人。民國35年（1946年）在西藏選區當選制憲國民大會代表，民國37年（1948年）在西藏選區當選第一屆立法委員、第一屆國民大會代表

## 生平[2][3][4][5]
- 達賴山大學
- 歷任羌宗及江宗宗本、五品來參巴
- 制憲國民大會代表
- 羅札及西藏駐京代表

未隨中華民國政府遷往臺灣，之後狀況不明